# ماركو فيرينزي
ماركو فيرينزي (بالإيطالية: Marco Firenze)‏ (26 يونيو 1993 بجنوة في إيطاليا - ) هو لاعب كرة قدم إيطالي في مركز الهجوم. لعب مع نادي بارما ونادي بيستويسي ونادي كاتانزارو ونادي كروتوني وسيتا دي بونتيديرا وUS Sestri Levante 1919 ‏ وAC Giacomense ‏ وAC Tuttocuoio 1957 San Miniato ‏.

## وصلات خارجية
- ماركو فيرينزي على موقع إي إس بي إن إف سي (الإنجليزية)
- ماركو فيرينزي على موقع قاعدة بيانات كرة القدم.إي يو (الإنجليزية)
- ماركو فيرينزي على موقع بيانات كرة القدم. دي إي (الألمانية)
- ماركو فيرينزي على موقع Soccerbase.com (لاعب) (الإنجليزية)
- ماركو فيرينزي على موقع Soccerway.com (الإنجليزية)
- ماركو فيرينزي على موقع عالم كرة القدم.نت (الإنجليزية)
- ماركو فيرينزي على موقع AS.com (الإسبانية)